# Szalay János (lelkész)
Almási Szalay János (Almás, Torna vármegye, 1754. – 1805. április 14.) református lelkész.

## Élete
Sárospatakon tanult, mialatt a Ragályiak mellett nevelősködött. Kazincon rektor lett és ott három évet töltött (1780-82). 1784-ben külföldre ment és ezen év őszén az utrechti egyetemre iratkozott be. Hazajőve, 1786-ban sajószentpéteri segédlelkész, 1787. februárban borsódi, 1794-ben bánhorváti, 1799-ben emődi lelkész lett. 1805. április 14-én a pataki vizsgáról hazafelé jőve szélütés érte és meghalt.

## Munkái
- Szülék kézi könyve avagy a gyermek nevelésre út-mutató tiz prédikátziók, mellyeket nagyobb részint Dutenhofer... prédikátzióiból kiszedegetett. Kassa, 1794.
- A keresztény vallásról való tanításnak rövid summája, heidelbergai kátekesisnek summája szerént. Német nyelvből fordította. Uo. 1817. (1793. jún. 12. Borsodon kelt az előszó).